# Аксёнов, Михаил Матвеевич
Михаи́л Матве́евич Аксёнов (21 октября 1921 год, село Высокая Грива, Каменского района, Алтайского края — 6 декабря 1991 год) — советский краевед, инспектор охраны памятников управления культуры Новгородской области, научный сотрудник Новгородского музея.

## Биография
Учился в Ашхабадском и Рязанском государственном педагогических институтах. Образование высшее незаконченное.
С 1944 года — участник Великой Отечественной войны. В 1945 году награждён медалью «За боевые заслуги»
В середине 1950-х первым начал специальные поиски раннесредневековых сельских поселений в Приильменье — в окрестностях Новгорода, в среднем течении р. Мсты и на верхней Луге.
В 1955 — 1960 год работал в Новгороде инспектором охраны памятников,
В 1955-57 годах самостоятельно исследовал ряд городищ вблизи Новгорода: «Бронницкая гора», у п. Городок на р. Ловать, у д. Городок на р. Маята, «Княжная Гора», у с. Косицкого на р. Луге
В 1957 году — остатки древнеславянских поселений в среднем течении р. Мсты, на участке от д. Мстинский Мост до д. Дубки.
В 1958 году совместно с С. Н. Орловым — в Поозерье и верховьях Волхова им было впервые обнаружено селище Прость близ славянского святилища в Перыни, зафиксировано наличие культурного слоя на городище «Георгий» на р. Веряже, осмотрен Холопий городок недалеко от слияния Волховца с Волховом, и по обрыву его площадки проведена зачистка культурного слоя. Результаты этих исследований изложены в соавторстве с С. Н. Орловым в статье «Древнеславянские поселения в Новгородской области».
В июле 1960 года переведен в исторический отдел НГМ.
В 1961 году — в совместной статье с Орловым были подведены первые итоги изучения древних славянских поселений близ Новгорода.
С октября 1962 года работал в СНРПМ.
В 1960-е Аксеновым был составлен «Опорный план охранной зоны памятников археологии и архитектуры Новгорода», на который нанесены места пригородных монастырей и археологических памятников (неолитические стоянки, городища, сопки).
Участвовал в изучении и исследовании многих архитектурных памятников, в том числе руин церкви Спаса Преображения на Ковалеве, вместе с Орловым и Л. Е. Красноречьевым осуществлял научное руководство экспедиций по обследованию руин Аркажского Успенского монастыря.
Аксенов — один из авторов тематико-экспозиционного плана первой экспозиции исторического отдела НМ в здании Присутственных мест в кремле.
Похоронен в Новгороде на Западном кладбище.